# 全国コミュニティ・ユニオン連合会
全国コミュニティ・ユニオン連合（ぜんこくコミュニティ・ユニオンれんごう、略称：全国ユニオン（ぜんこくユニオン）、英語：Japan Community Union Federation、略称：JCUF）は、日本の労働組合である。日本労働組合総連合会（連合）に加盟している。

## 概要
- 本部：東京都渋谷区代々木4丁目29番4号西新宿ミノシマビル2階ユニオン運動センター内
- 会長：鈴木剛

コミュニティ・ユニオン全国ネットワークを母体に、2002年11月3日に結成された合同労働組合の単位産別組織である。2003年7月の連合加盟時点での組合員数は約3,000名であった。当初の加盟組合は、「全国ユニオン北海道」「おおだてユニオン」「なのはなユニオン」「東京ユニオン」「東京管理職ユニオン」「なにわユニオン」「せんしゅうユニオン」「大分ふれあいユニオン」の8組合であった。
現在は、9つの正加盟組合と4つのオブザーバー組合から構成されている。
1名からでも加盟できる個人加盟制労働組合の全国組織として知られており、最近では日雇い派遣労働者らで結成された「派遣ユニオン」も全国ユニオンの傘下にある。主な企業別の派遣ユニオンとして「フルキャストユニオン」「グッドウィルユニオン」「KDDIエボルバユニオン」「エムクルーユニオン」「キャリアロードユニオン」「SBSスタッフユニオン」「マイワークユニオン」「トルコ航空ユニオン」「日産ディーゼル（当時。現・UDトラックス）ユニオン」「シェヴユニオン」「ジャノメミシン直営店ユニオン」がある。
組合員数は構成組織50団体中44位（2005年）に過ぎないが、2005年に行われた連合の会長選挙で立候補した鴨桃代が、当選した高木剛（当時UIゼンセン同盟会長）の323票に次ぐ107票を獲得したことで注目を集めた。

## 加盟組合

### 正加盟組合
- 全国ユニオン秋田（秋田県大館市）
- なのはなユニオン（千葉県船橋市）
- シニアユニオン東京（東京都）
- 派遣ユニオン（東京都）
- 東京ユニオン（東京都）
- 東京管理職ユニオン（東京都）
- プレカリアートユニオン（東京都）
- ユニオン三重（三重県津市）
- 全国ユニオンなにわ（大阪府大阪市中央区）
- せんしゅうユニオン（大阪府和泉市）
- いたみワーカーズコープ（兵庫県伊丹市）

### オブザーバー加盟組合
- 下町ユニオン（東京都江東区亀戸）
- 武庫川ユニオン（兵庫県尼崎市）
- 神戸ワーカーズユニオン（兵庫県神戸市中央区）
- 大分ふれあいユニオン（大分県大分市）